# هيديتاكا ميازاكي
هيديتاكا ميازاكي (باليابانية: 宮崎英高) ولد في محافظة شيزوكا اليابانية، هو مخرج ألعاب فيديو ياباني ورئيس شركة فروم سوفتوير والتي كان قد انضم إليها في سنة 2004 كمبرمج. اشتهر بصنع سلسلة سولز حيث أخرج أول جزئين من السلسلة. لكنه اكتفى بالإشراف على لعبة دارك سولز 2 كونها كان يتم تطويرها بالتزامن مع تطوير بلود بورن والذي صعب عليه مهمة إخراجهما معا. عاد لاحقا ليكون مخرج لعبة دارك سولز 3، ثم قام بالعمل على وإخراج لعبة سيكيرو: شادوز داي توايس التي فازت بلعبة السنة لعام 2019 ولاحقاً إلدن رينج التي صدرت في فبراير 2022 والتي ايضا فازت ب لعبة السنة لعام 2022.

## أعماله
- أرمورد كور 4
- أرمورد كور: فور أنسر
- ديمونز سولز
- أرمورد كور: لاست ريفن
- دارك سولز
- بلود بورن [3]
- دارك سولز 3
- سكيرو: شادوز داي توايس
- خاتم إلدن

## روابط خارجية
- هيديتاكا ميازاكي على موقع IMDb (الإنجليزية)
- هيديتاكا ميازاكي على موقع قاعدة بيانات الفيلم (الإنجليزية)